# Władysław Serczyk
Władysław Andrzej Serczyk (ur. 23 lipca 1935 w Krakowie, zm. 5 stycznia 2014 w Rzeszowie) – polski historyk, profesor, zajmujący się historią Ukrainy, Rosji i historią stosunków polsko-kozackich i polsko-ukraińskich. W latach 1974–1978 dyrektor Biblioteki Jagiellońskiej.

## Życiorys
Ukończył studia historyczne na Uniwersytecie Jagiellońskim oraz Uniwersytecie Marii Curie-Skłodowskiej w Lublinie. W 1963 uzyskał doktorat, w 1968 habilitację. W latach 1976–1986 był profesorem UJ, gdzie od 1979 do 1981 pełnił funkcję prorektora. W latach 1974–1978 był dyrektorem Biblioteki Jagiellońskiej. W latach 1981–1985 Serczyk był członkiem Prezydium Komitetu Nauk Historycznych Polskiej Akademii Nauk. Od 1986 do 1996 zatrudniony w Filii Uniwersytetu Warszawskiego w Białymstoku. W latach 1993–1996 pełnił funkcję prorektora Uniwersytetu Warszawskiego do spraw Filii w Białymstoku. Od 1997 profesor Wyższej Szkoły Pedagogicznej w Rzeszowie, od 2001 Uniwersytetu Rzeszowskiego. Członek wielu organizacji, m.in. od 1993 przewodniczący Polsko-Ukraińskiej Komisji ds. Podręczników Szkolnych. Autor ponad 300 prac naukowych, z czego ponad 30 to książki.
W latach 1956–1981 Serczyk był członkiem Polskiej Zjednoczonej Partii Robotniczej (PZPR).
Był promotorem pracy magisterskiej późniejszego profesora UJ Andrzeja Nowaka.
Brat historyka Jerzego Włodzimierza Serczyka. Został pochowany na cmentarzu Rakowickim w Krakowie.

## Publikacje
- Gospodarstwo magnackie w województwie podolskim w drugiej poł. XVIII wieku (1965)
- Koliszczyzna (1968)
- Lenin w Krakowie i na Podhalu (1970)
- Hajdamacy (1972, 1978)
- Piotr Wielki (1973, 1977, 1990, 2003)
- Katarzyna II carowa Rosji (1974, 1983, 1989, 1995, 2004)
- Iwan IV Groźny (1977, 1986, 1993, 2004)
- Wielka Socjalistyczna Rewolucja Październikowa. Zarys historyczny (1977)
- Historia Ukrainy (1979, 1990, 2001, 2009)
- Związek Radziecki w latach 1921-1925 (1980)
- Połtawa 1709 (1982, 2004)
- Kultura rosyjska XVIII wieku (1984)
- Na dalekiej Ukrainie. Dzieje Kozaczyzny do 1648 roku (1984, 1986, 2008, 2016)
- Kijów (1986)
- Poczet władców Rosji. Romanowowie (1992)
- Początek końca: konfederacja barska i I rozbiór Polski (1997), seria Dzieje Narodu i Państwa Polskiego
- Na płonącej Ukrainie. Dzieje Kozaczyzny 1648-1651 (1998, 1999, 2007, 2009, 2016)

## Wybrane odznaczenia i wyróżnienia
- Krzyż Komandorski Orderu Odrodzenia Polski (2010)[4]
- Krzyż Oficerski Orderu Odrodzenia Polski (1999)[5]
- Krzyż Kawalerski Orderu Odrodzenia Polski
- Złoty Krzyż Zasługi
- Odznaka „Zasłużony Działacz Kultury”
- Odznaka honorowa „Zasłużony dla Województwa Podkarpackiego”[6]

Kilkakrotnie był nagradzany przez Ministra Szkolnictwa Wyższego.